# Calumma amber
Calumma amber Raxworthy & Nussbaum, 2006 è un piccolo sauro della famiglia Chamaeleonidae, endemico del Madagascar.

## Descrizione
Questa specie di camaleonte appartiene ai camaleonti più grandi con una lunghezza totale di circa 35 cm. La colorazione è un verde lussureggiante o bianco con una fascia verde muschio leggermente distinta che si intensifica in situazioni di stress. Le femmine mostrano un'enorme quantità di marmorizzazione di verde più chiaro e più scuro.

## Distribuzione e habitat
È un endemismo ristretto al massiccio della Montagna d'Ambra, nel Madagascar settentrionale, tra i 900 e i 1.300 m di altitudine.

## Conservazione
La IUCN Red List classifica C. amber come specie prossima alla minaccia di estinzione (Near Threatened).
La specie è inserita nella Appendice II della Convention on International Trade of Endangered Species (CITES).
Il suo areale è protetto all'interno del parco nazionale della Montagna d'Ambra.